# Cyrtocara moorii
Cyrtocara moorii – endemiczny gatunek słodkowodnej ryby okoniokształtnej z rodziny pielęgnicowatych (Cichlidae). Jedyny przedstawiciel rodzaju Cyrtocara. Bywa hodowany w akwariach. Jest zaliczana do pyszczaków z grupy utaka.

## Nazewnictwo
Wśród polskich akwarystów Cyrtocara moorii nazywana jest błękitnym delfinkiem, delfinkiem Malawi lub pyszczakiem-garbuskiem.

## Występowanie
Występuje endemicznie w płytkich wodach z piaszczystym lub piaszczysto-żwirowym dnem Jeziora Malawi (Niasa) w Afryce Wschodniej. Żyje w temperaturze wody 24–28 °C.

## Wygląd i dymorfizm płciowy
Należy do bardzo dużych pyszczaków, dorasta do 30 cm długości w naturze lub zbiornikach powyżej 600 l. W mniejszy ch zbiornikach osiąga 15–25 cm, zwykle około 20 cm (samce, 15 cm samice). Charakteryzuje się krępym, wysokim i bocznie spłaszczonym ciałem. Głowa duża, z czołowym garbem tłuszczowym, który jest dość mały w porównaniu do innych gatunków pielęgnicowatych. Ubarwienie w metalicznych odcieniach koloru niebieskiego. Samice Cyrtocara moorii charakteryzuje bledszy odcień ubarwienia, samce są potężniejsze od samic lecz wielkością mogą różnić się minimalnie.

## Zachowanie
Charakteryzuje się łagodnym usposobieniem. Żywi się zoobentosem znajdującym się w piaszczystym podłożu.

## Rozmnażanie
W czasie tarła u samic wykształca się pokładełko. Tarło następuje po zrobieniu przez samca gniazda. Samiec trze się z każdą samicą na przemian. Samice bardzo troskliwie opiekują się swoim narybkiem, który osiąga po wypluciu z pyska 1,2–1,5 cm długości. Młode szybko rosną.
Samce C. moori osiągają dojrzałość płciową w wieku 16 miesięcy, a samice w wieku 2 lat.
Zaloty u tych ryb mogą już następować po ukończeniu siedmiu miesięcy, kiedy samce zaczną się wybarwiać i zaczną się im wydłużać płetwy. Płeć samic można rozpoznać, gdy skończą rok – są szarawo-błękitne i drobniejsze, a samce dłuższe, niebiesko-błękitne, z niebieskim pyszczkiem (dominujące) oraz dłuższymi płetwami. Samice po ukończeniu 2 lat wyglądają podobnie jak samce, aczkolwiek są mniejsze oraz skromniej ubarwione.

## Warunki w akwarium
| Zalecane warunki w akwarium | Zalecane warunki w akwarium |
| --------------------------- | --------------------------- |
| Zbiornik                    | długość min. 120 cm         |
| Podłoże                     | piasek, drobny żwirek       |
| Temperatura wody            | 24 – 27 °C                  |
| Twardość wody               | twarda 8 – 25°n             |
| Skala pH                    | 7,3 – 8,8                   |
| Pokarm                      | żywy i granulowany          |